# 槲寄生子母机

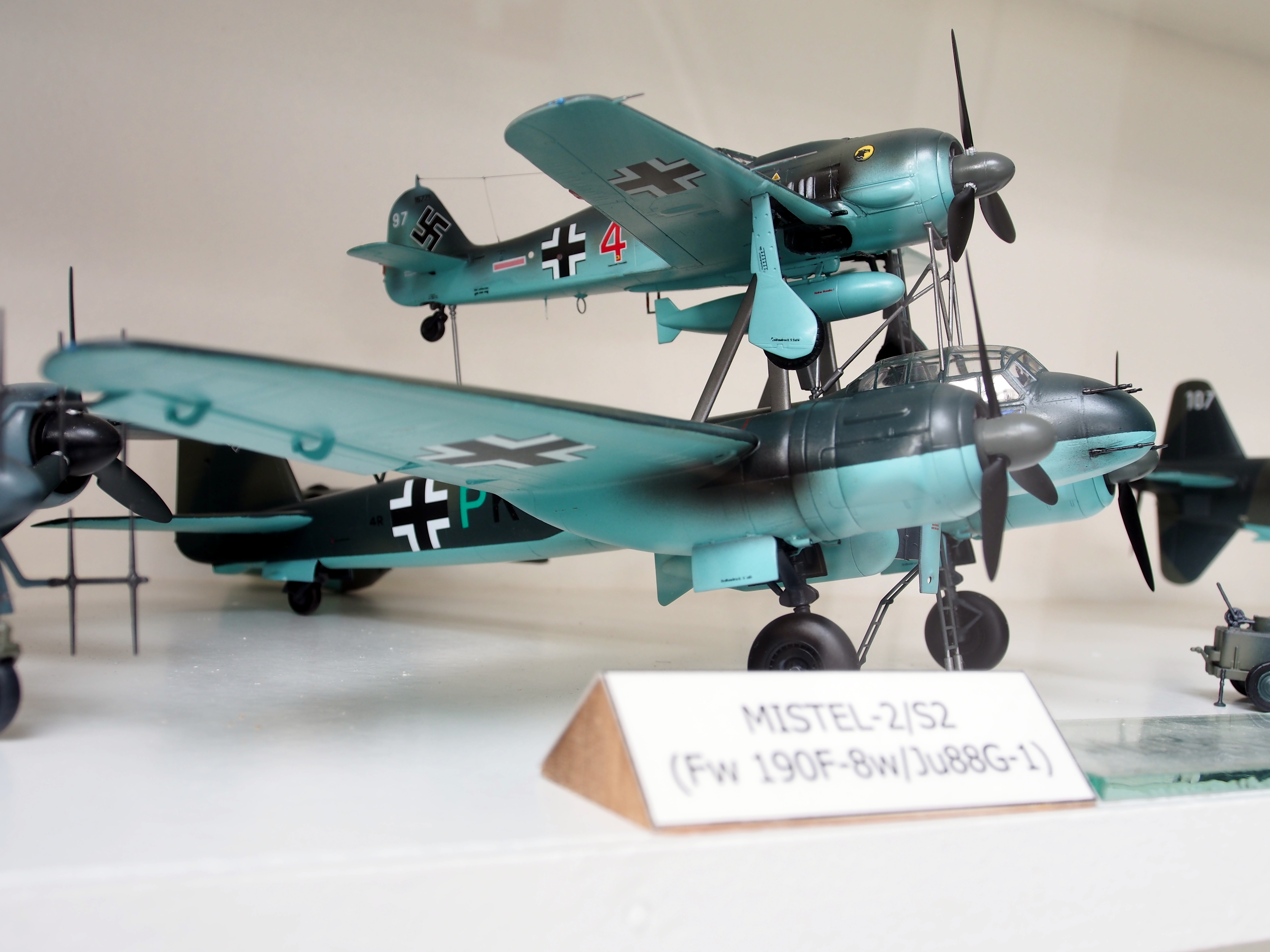
圖為「槲寄生S2型教練機」

槲寄生子母機（德語：Mistelschlepp），是第二次世界大戰歐洲戰場上納粹德國空軍的一種改造飛機。它是一種寄生機，這也是其綽號「槲寄生」的由來，是為了攻擊在二戰末期兵臨城下的盟軍軍艦等軍事目標。套用這個計畫的中一名支持者勒克斯中尉的話「以一架飛機換一艘軍艦是值得，但要飛行員安全沒事，這是槲寄生子母機的存在意義。」到二戰結束時總共有大約250架，然而其戰果少得可憐，究其原因：
- 由於這兩架飛機互成累贅，槲寄生子母機的速度和機動性大減，成為盟軍戰鬥機和防空高射炮容易瞄準開火的目標
- 由其放出的下方飛機又命中率不似預期，因為對飛行員而言要在最正確時機按分離發射鈕而把下方滿載炸藥的飛機（已被改造成大型穿甲彈）不易，太早或太遲放出都會射不中目標
- 二戰末期，德國飛機的維修保養狀況每放愈下，尤其像槲寄生子母機這樣複雜的武器，造成故障不斷

## 簡介

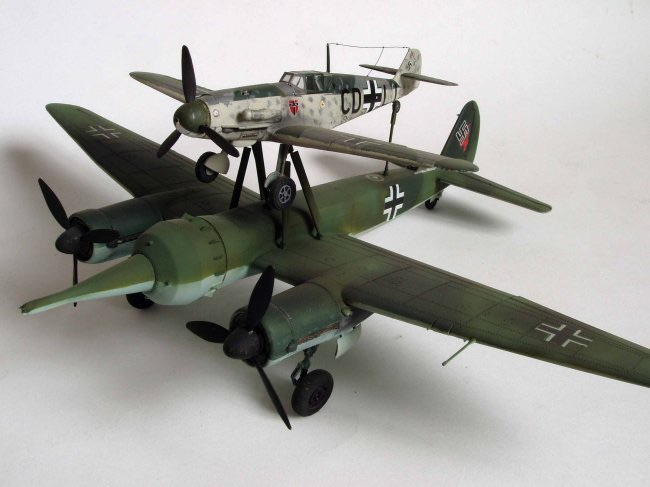
槲寄生1型，它其實是一發巨型反裝甲彈

槲寄生子母機原本的研究目的不是作為攻擊武器，而是作為一種運兵載具。原本是預備把一架單發動機的Bf 109戰鬥機和一架坐著傘兵進行機降的DFS 230滑翔機上下結合，其中滑翔機在下，戰鬥機在上。那架在上的戰鬥機有飛行員，飛行員把戰鬥機開動，整架子母機起飛後飛到要進攻的目標附近，連接雙方的支柱會被引爆炸毀，然後載著傘兵的DFS 230滑翔機繼續飛向目標進行機降，飛行員則駕駛戰鬥機飛走。
但在1943年後，納粹德軍已改為守勢，傘兵都被當成普通步兵，機降作戰不會出現了；而盟軍的反攻隨時都會出現，尤其是有大型軍艦的美英盟軍。這時甚至有人把Ju 88轟炸機進行改造，把其機頭駕駛艙換成一個高爆反坦克彈彈頭，估計這樣的巨型反裝甲彈可以一發擊沉一艘重巡洋艦。
由於這樣的Ju 88轟炸機所承受的重量會比之前重得多，所以機輪都要換成較寬的以免爆胎。飛行員得需要地勤人員拿來一條5米長的梯子才能上、下機；而起飛和飛行時上、下兩台飛機的發動機都是開動的，有一條輸油管由下方Ju 88的右側油箱輸油至上方戰鬥機的可棄式副油箱。在上方的飛行員透過一套機械裝置，使其控制桿能令上、下兩台飛機的翼面做出相同的動作。一旦找到目標（例如一艘盟軍軍艦），飛行員瞄準目標再按鈕，這樣下方的轟炸機翼面會被鎖住而不再移動，連接上下支柱的小炸藥包會被引爆兩使兩機分離。轟炸機繼續飛向目標，戰鬥機立即飛回基地。因為要減重的原因，上方戰鬥機的機槍和機炮以至彈藥都已被拿走，無線電機也已被拿走。
特別為槲寄生子母機而成立的KG101聯隊除了擁有攻擊型槲寄生子母機，還有相關的教練機。教練機的下方轟炸機機頭駕駛艙裡有擔任教官的飛行員，學員則在上方戰鬥機駕駛艙裡。

## 型號
理論上任何大小尺寸是1比3的飛機組合都可以改造成為槲寄生子母機，而然實際上根據不同的飛機組合，槲寄生子母機可被分為：
- 槲寄生1型：Bf 109F-4及Ju 88A-4
- 槲寄生S1型：教練機
- 槲寄生2型：Fw 190A-8及Ju 88G-1
- 槲寄生S2型：教練機
- 槲寄生3A型：Fw 190A-8及Ju 88A-4
- 槲寄生3B型：Fw 190A-8及Ju 88H-4
- 槲寄生3C型：Fw 190F-8及Ju 88G-10
- 槲寄生S3A型：教練機

## 實戰
經過一連串的測試和訓練後，成立了KG101聯隊和KG200聯隊兩個槲寄生子母機聯隊。

### 西線
1944年6月6日，美英盟軍發動諾曼第戰役攻回法國。6月14日晚上，KG101聯隊的一架槲寄生1型子母機（Bf 109F-4及Ju 88A-4）起飛去攻擊美英軍艦，但被加拿大空軍的一架蚊式夜間戰鬥機擊落。那名加拿大飛行員報告「我見到有一架載著一發V-1飛彈的Ju 88轟炸機」。
6月24日晚上，12架槲寄生1型在一架Ju 88轟炸機引領和一隊戰鬥機護航之下，飛向停泊在塞納河上的英國軍艦，但被地面德軍防空炮兵誤以為是敵機，於是開火。這些被誤擊的槲寄生子母機只能放棄下方的轟炸機，自己駕駛上方的戰鬥機逃命。當晚祇有一架作為高爆彈的Ju88在英國護衛艦尼斯號身旁爆炸。雖然未被炸中，但尼斯號的右側船身受到破壞，鍋爐艙的蒸汽管爆裂，發電機失去動力而令全艦停電，造成了9人死亡、27人受傷。此次攻擊令英國人發現「德軍有一種複合飛機，俱有威力強大的炸彈，但卻是戰鬥機和高射炮的絕佳目標」。
8月10日晚上，1架槲寄生子母機由於飛錯方向，到達英國上空。飛行員發現後放棄下方轟炸機，自己駕駛戰鬥機飛回德軍基地。結果這架轟炸機在英國漢普郡一處農田墜毀並造成一個大坑，當時還被當成是隕石坑。9月1日，又有2架槲寄生子母機又因此在英國造成兩個大坑。
隨著美英盟軍逐漸逼近荷蘭安特衛普港，槲寄生部隊又有新任務，就是「破壞盟軍渡河地點、裝甲部隊和通訊中心」。9月27日晚上，4架槲寄生1型和8架Ju 88轟炸機奉命轟炸荷蘭奈梅亨的雅爾河大橋，但最後因為機械故障等原因而祇有2架槲寄生向大橋投下Ju 88高爆彈，但沒擊中。
之後，槲寄生部隊被改編成KG66聯隊第3大隊，其下有3個中隊：
- 第7中隊是偵察
- 第8中隊是作戰
- 第9中隊是訓練

當中總共有15架槲寄生1型，但祇有10架可用。
10月3日晚上，又要攻擊奈梅亨地區的橋樑。但當晚天氣不好，由一架Bf 109指引之下，5架槲寄生起飛，但有3架之後撞山墜毀。10月26日晚上，槲寄生部隊又出動去炸水壩，該次又失去了2架槲寄生，而戰果不詳。

### 東線
東線的槲寄生主要是KG200聯隊第2大隊，其基地在布爾格，在1945年3月，其裝備是：
- 6架槲寄生1型
- 8架槲寄生3A型
- 9架轟炸機（型號不詳）
- 3架作為後備的槲寄生（型號不詳）
- 1架偵察機（型號不詳）

這支部隊如同二戰末期其他德國空軍部隊一樣，隱藏在森林的樹影之下，跑道是森林旁邊的黃泥路。
1945年3月1日，這支部隊原定對華沙等地的鐵路橋發動攻擊以阻止蘇聯紅軍進攻東普魯士，但當晚下著雨而要延遲，到第二天早晨雨停後又竟然有美軍P-51野馬機飛來，這是美國陸航第357大隊的野馬機群，盡管所有東西都已隱藏起來，但仍有10架槲寄生子母機被發現而跟著被催毀，出擊計劃被迫取消。
3月8日，4架槲寄生和數架Ju 88轟炸機一起出擊，目標是蘇聯紅軍在戈里茨的浮橋和渡口，Ju 88轟炸機負責轟炸防空陣地為槲寄生開路，槲寄生負責攻擊一南一北兩座浮橋，但4發投下的Ju 88穿甲彈無一命中目標，當時在現場的蘇軍名將催可夫認為「我知這是德軍有自動駕駛儀的無人機，這是秘密武器，但用如此昂貴的武器攻擊我軍是浪費，祇要能阻止我軍渡過奧德河，德軍會用任何武器」。
第二日（3月9日），德軍原定又會用槲寄生催毀蘇軍過河的橋樑，但由於天氣又不好而要取消。
3月31日早上6時30分，KG200的6架槲寄生1型起飛去攻擊鐵路橋，但其中有3架因為機械故障要提早放出Ju 88穿甲彈，這樣除了在地上的田野造成大彈坑之外就算是攻擊失敗，其餘3架之後攻擊，最終炸毀了該鐵路橋。

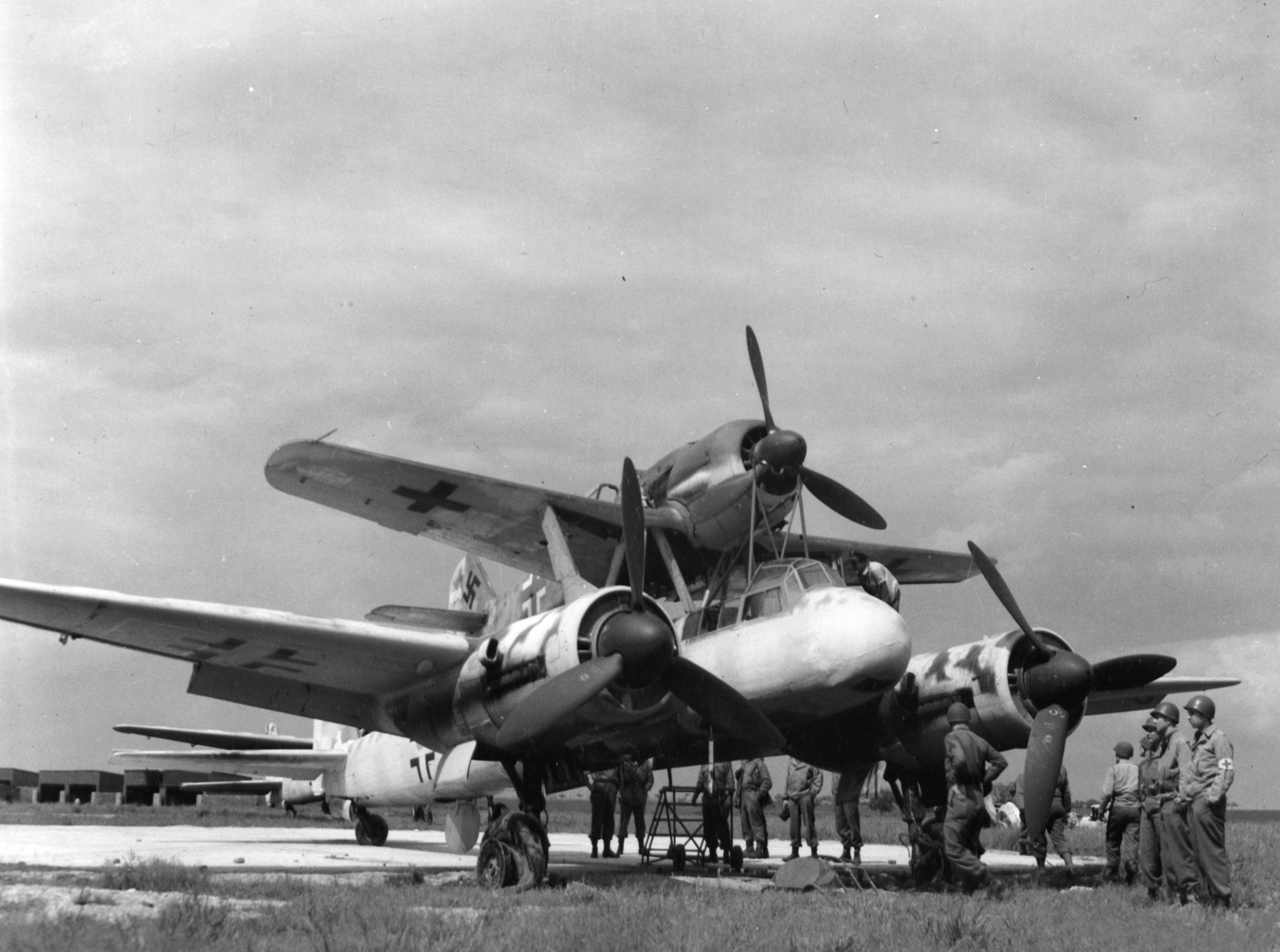
二戰後向美軍投降的槲寄生S2教練機

這時候又有新的槲寄生聯隊也就是KG30聯隊第1和第2大隊成立，該部隊裝備了56架採用Fw 190的槲寄生，4月6日，第1大隊第一次出動去攻擊奧德河大穚以阻止蘇軍進攻德國東部，第二日（4月7日），KG30聯隊第2大隊在貝里明德的機場準備起飛去攻擊維斯雅河大橋和在塔爾諾夫的蘇軍指揮部，但突然出現美軍P-51野馬機群和大批轟炸機，這次空襲造成30架飛機被毀而其中有4架槲寄生，跑道被破壞，結果攻擊延遲至當日晚上23時，但出擊的槲寄生竟然出現各種故障，祗有一架槲寄生能順利起飛，正當飛行員對準目標（維斯雅河大橋）按發射鈕時發現故障不能分離發射，飛行員前後總共試了3次才能成功，但也因此不能確認目標是否已被命中。
之後，德軍槲寄生子母機部隊仍對蘇軍渡河的橋樑發動過多次空襲，但面對蘇軍戰鬥機和防空炮火仍是敗多勝少，直至5月7日，德國正式向同盟國投降，槲寄生部隊大多向西線美英盟軍投降，槲寄生子母機也因此大多被英美拿走到各大博物館。